# Anolis poncensis
Anolis poncensis (понсейський аноліс) — вид ігуаноподібних ящірок родини анолісових (Dactyloidae). Ендемік Пуерто-Рико.

## Опис
Довжина самців понсейського аноліса становить 44 мм, а самиць — 40 мм. Тіло доше і стрункіше, ніж в інших анолісів. Верхня частина тіла коричнева, боки зеленуваті, очі блакитні, головний мішок невеликий, білий, з боків тіла йдуть невеликі бліді смуги, за очима є чорні плями.

## Поширення і екологія
Понсейські аноліси мешкають на південному узбережжі Пуерто-Рико, зокрема поблизу міста Понсе. Вони живуть в сухих чагарникових заростях, трапляються на луках, в парках і садах, на висоті до 100 м над рівнем моря.